# Sedlo (Klíny)
Sedlo (německy Zettl) je místní část obce Klíny v Krušných horách v okrese Most v Ústeckém kraji. Rozkládá se převážně západně podél silnice II/271 z Litvínova do Klínů a dále k hraničnímu přechodu Mníšek–Deutscheinsiedel. Nachází se jižně od obce Klíny pod její další osadou Rašov v průměrné nadmořské výšce 685 metrů. Po silnici je osada vzdálena 5,5 km severně od Litvínova.

## Název
Název osady je odvozen od její polohy v horském sedle mezi Holubím vrchem (715 m) a Mračným vrchem (852 m). Později byl upraven podle osobního jména Zettl nebo Cetl (Zetels Brun = Cetlova studánka), ale později se navrátil k původní podobě. V historických pramenech se jméno objevuje ve tvarech: Setelein (1352), Zetels Brun (1583), Czetlsbrun (1618), Zettel (1787, 1833) a Cetl nebo Zettel (1854–1923).

## Historie
První písemná zmínka o osadě pochází z roku 1352, kdy ji Vinkler z Kynšperka prodal cisteriánskému klášteru v Oseku. Založení vsi mělo nejspíš souvislost s pokusy o rudné dolování v Krušných horách. Později Sedlo patřilo rodu Valdštejnů, kteří jej připojili ke svému panství Horní Litvínov – Duchcov. V jejich majetku byl až do zrušení poddanství v roce 1848.
Osada slouží především chatařům a chalupářům k rekreaci.

## Obyvatelstvo
Při sčítání lidu v roce 1921 ve vsi žilo 51 obyvatel (z toho 24 mužů) německé národnosti a římskokatolického vyznání. Podle sčítání lidu z roku 1930 měla vesnice 62 obyvatel německé národnosti. Kromě jednoho člověka bez vyznání byli římskými katolíky.
|                                                                | 1869 | 1880 | 1890 | 1900 | 1910 | 1921 | 1930 | 1950 | 1961 | 1970 | 1980 | 1991 | 2001 | 2011 |
| -------------------------------------------------------------- | ---- | ---- | ---- | ---- | ---- | ---- | ---- | ---- | ---- | ---- | ---- | ---- | ---- | ---- |
| Obyvatelé                                                      | 73   | 72   | 68   | 74   | 52   | 51   | 62   | 14   | 24   | 27   | 13   | 5    | 10   | 14   |
| Domy                                                           | 13   | 13   | 13   | 13   | 12   | 12   | 13   | 14   | .    | 8    | 5    | 4    | 8    | 6    |
| Počet domů z roku 1961 je zahrnut v domech místní části Klíny. |      |      |      |      |      |      |      |      |      |      |      |      |      |      |